# Aposport Krone Linz

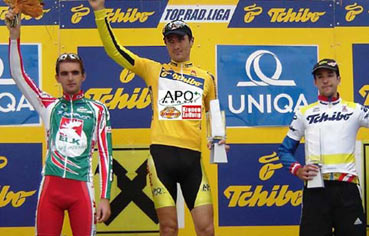

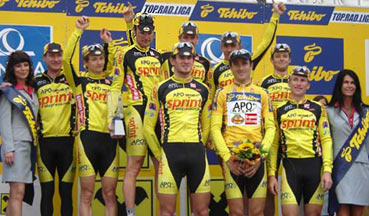

Aposport Krone Linz war eines von vier österreichischen UCI Continental Teams.
Das Team hatte seinen Sitz in Oberösterreich. Die Mannschaft wurde Ende der Saison 2006 aufgelöst.

## Erfolge 2006
| Datum        | Rennen                                          | Sieger         |
| ------------ | ----------------------------------------------- | -------------- |
| 4. März      | Un Hivern a Mallorca - Camp de Mar (NE )        | Andrew Bradley |
| 11. März     | Un Hivern a Mallorca - Paguera (NE )            | Andrew Bradley |
| 29. April    | Lavanttaler Radsporttage (NE )                  | Adam Hansen    |
| 10. Mai      | Punktewertung Giro del Friuli (2.2 )            | Petr Herman    |
| 10. Juni     | Braunauer Radsporttage (NE )                    | Petr Herman    |
| 17. Juni     | OMYA Classic (NE )                              | Adam Hansen    |
| 3. September | Tchibo Top Radliga - Gesamtsieg-Einzel 2006     | Jan Valach     |
| 3. September | Tchibo Top Radliga - Gesamtsieg-Mannschaft 2006 | Team           |

## Das Team 2006
| Name              | Geburtsdatum       | Nationalität | Team 2007                           |
| ----------------- | ------------------ | ------------ | ----------------------------------- |
| Andrew Bradley    | 14. Juli 1982      | Österreich   | Swiag                               |
| Werner Faltheiner | 27. März 1975      | Österreich   | Sava                                |
| Adam Hansen       | 11. Mai 1981       | Australien   | T-Mobile Team                       |
| Petr Herman       | 1. Januar 1974     | Tschechien   | Swiag                               |
| Georg Lauscha     | 1. September 1987  | Österreich   | Swiag                               |
| Michael Neuweg    | 27. September 1983 | Österreich   | RC Arbö Resch & Frisch Wels         |
| Jürgen Pauritsch  | 2. Mai 1977        | Österreich   | Swiag                               |
| Christian Pömer   | 21. September 1977 | Österreich   | Team Volksbank                      |
| Andreas Simon     | 30. April 1986     | Österreich   | RC Arbö Resch & Frisch Wels         |
| Jan Valach        | 19. August 1973    | Slowakei     | Elk Haus-Simplon                    |
| Michael Weiss     | 17. Januar 1981    | Österreich   | BikinʼCyprus International MTB Team |